# Ilimpeja
La Ilimpeja (anche traslitterata come Ilimpeya; in russo Илимпея?) è un fiume della Russia siberiana centrale (kraj di Krasnojarsk), affluente di sinistra della Tunguska Inferiore nel bacino dello Enisej.
Nasce e scorre nella parte centrale del grande altopiano della Siberia centrale, nella sua sezione chiamata altopiano della Tunguska, senza incontrare centri urbani di rilievo in tutto il suo corso; è gelato, in media, da fine ottobre a fine maggio.